# North American Soccer League 2012
Die 2. North American Soccer League Saison begann am 9. April 2012 mit dem Start der Regular Season und endet am 29. Oktober mit dem Rückspiel des Finales der Play-offs. 

## Wettbewerbsformat
Der Format bleibt im Vergleich zur Premierensaison unverändert. 
Die zweite Saison startet mit acht Mannschaften. Diese spielen erst die Regular Season aus, welche eine Einheitstabellenstruktur hat. Insgesamt bestreitet jede Mannschaft 28 Spiele, die in Heim- und Auswärtsspielen aufgeteilt sind. Eine Mannschaft trifft dabei viermal auf die jeweils andere Mannschaft. Der Sieger der Regular Season erhält den Woosnam Cup.
Die besten sechs Mannschaften qualifizieren sich für Play-offs, wobei sich die besten zwei Mannschaften direkt für das Halbfinale qualifizieren. Die übrigen vier spielen die zwei weiteren Halbfinalisten aus. Das Halbfinale und Finale wird in zwei Spielen ausgetragen.

## Mannschaften
| Mannschaft               | Stadion                     | Gegründet | Eintritt | Trainer          |
| ------------------------ | --------------------------- | --------- | -------- | ---------------- |
| Atlanta Silverbacks      | Atlanta Silverbacks Park    | 1998      | 2011     | Brian Haynes     |
| Carolina RailHawks       | WakeMed Soccer Park         | 2006      | 2011     | Colin Clarke     |
| FC Edmonton              | Clarke Stadium              | 2009      | 2011     | Harry Sinkgraven |
| Fort Lauderdale Strikers | Lockhart Stadium            | 2005      | 2011     | Daryl Shore      |
| Minnesota Stars          | National Sports Center      | 2009      | 2011     | Manny Lagos      |
| Puerto Rico Islanders FC | Estadio Juan Ramón Loubriel | 2003      | 2011     | Adrian Whitbread |
| San Antonio Scorpions    | Heroes Stadium              | 2010      | 2012     | Tim Hankinson    |
| Tampa Bay Rowdies        | Progress Energy Park        | 2008      | 2011     | Ricky Hill       |

## Regular Season
| Pl. | Verein                   | Sp. | S  | U  | N  | Tore    | Diff. | Punkte |
| --- | ------------------------ | --- | -- | -- | -- | ------- | ----- | ------ |
| 1.  | San Antonio Scorpions    | 28  | 13 | 8  | 7  | 046:270 | +19   | 47     |
| 2.  | Tampa Bay Rowdies        | 28  | 12 | 9  | 7  | 037:300 | +7    | 45     |
| 3.  | Puerto Rico Islanders FC | 28  | 11 | 8  | 9  | 032:300 | +2    | 41     |
| 4.  | Carolina RailHawks       | 28  | 10 | 10 | 8  | 044:460 | −2    | 40     |
| 5.  | Fort Lauderdale Strikers | 28  | 9  | 9  | 10 | 040:460 | −6    | 36     |
| 6.  | Minnesota Stars          | 28  | 8  | 11 | 9  | 034:330 | +1    | 35     |
| 7.  | Atlanta Silverbacks      | 28  | 7  | 9  | 12 | 035:460 | −11   | 30     |
| 8.  | FC Edmonton              | 28  | 5  | 10 | 13 | 026:360 | −10   | 25     |

## Playoffs
|  | Viertelfinale | Viertelfinale            | Viertelfinale |  |  | Halbfinale | Halbfinale            | Halbfinale |  |   | Soccer Bowl     | Soccer Bowl       | Soccer Bowl |
|  |               |                          |               |  |  |            |                       |            |  |   |                 |                   |             |
|  |               |                          |               |  |  | 1          | San Antonio Scorpions | 1          |  |   |                 |                   |             |
|  | 3             | Puerto Rico Islanders    | 1             |  |  | 6          | Minnesota Stars       | 2          |  |   |                 |                   |             |
|  | 6             | Minnesota Stars          | 2             |  |  |            |                       |            |  | 6 | Minnesota Stars | 3                 |             |
|  |               |                          |               |  |  |            |                       |            |  |   | 2               | Tampa Bay Rowdies | 3           |
|  |               |                          |               |  |  | 2          | Tampa Bay Rowdies     | 5          |  |   |                 |                   |             |
|  | 4             | Carolina RailHawks       | 3             |  |  | 4          | Carolina RailHawks    | 4          |  |   |                 |                   |             |
|  | 5             | Fort Lauderdale Strikers | 1             |  |  |            |                       |            |  |   |                 |                   |             |

1. ↑  Tampa Bay Rowdies gewinnen 3:2 im Elfmeterschießen gegen Minnesota Stars.

## Torschützenliste
| Platz | Spieler          | Franchise                | Tore |
| ----- | ---------------- | ------------------------ | ---- |
| 1     | Pablo Campos     | San Antonio Scorpions    | 20   |
| 2     | Nick Zimmerman   | Carolina RailHawks       | 15   |
| 3     | Mark Anderson    | Fort Lauderdale Strikers | 11   |
| 4     | Matt Horth       | Atlanta Silverbacks      | 10   |
| 5     | Nicholas Addlery | Puerto Rico Islanders FC | 9    |
| 6     | Andy Herron      | Fort Lauderdale Strikers | 8    |
| 7     | Dan Antoniuk     | Tampa Bay Rowdies        | 7    |
| 7     | Shaun Saiko      | FC Edmonton              | 7    |
| 7     | Amani Walker     | Minnesota Stars          | 7    |
| 10    | 7 Spieler        |                          | 6    |